# Josefa Ruiz García
Josefa García Aguirre, más conocida como Josefa Ruiz-García (Madrid, 1803 - Madrid, 1850), fue una soprano sfogato española.
Hija mayor del afamado cantante y compositor Manuel García y de su primera esposa, la actriz, cantante y bailaora de boleros gaditana Manuela Aguirre Pacheco (1777 - 1836); de nombre artístico Manuela Morales. La precedían en el nacimiento tres hermanos fallecidos a temprana edad. 
Desde pequeña estuvo destinada a seguir la carrera artística de sus progenitores, siendo Manuel el mentor de su hija. 
El matrimonio de sus padres pronto comenzó a hacer aguas, ya que al poco de nacer Josefa, Manuel se enamoró de Joaquina Briones (1780-1864),también actriz y cantante. Harta de esta situación, Manuela decidió regresar a Cádiz, abandonando marido e hija. De la relación con Joaquina nacerían otros tres hijos; Manuel, María y Paulina. 
Debutará a los veintinueve años en el Teatro de Bolonia con la ópera Tancredi de Rossini, al lado de su medio hermana María Malibrán. Con la cual seguirá actuando en obras como Norma, Esule di Roma o La sonámbula. En palabras de su padre, estaba dotada de una voz excepcional superior a la de su hermana, si bien aquella ganaba en dotes dramáticas. 
En 1839 y ya casada con el violinista y director de orquesta Rafael Ruiz; del cual toma el apellido, decidió realizar, de una manera independiente, giras por América, estableciéndose en Santiago de Cuba hasta finales de 1840. De vuelta a España, se convertirá en la abanderada y “musa” de la causa moderada burguesa absolutista. Actividad política que la va alejando paulatinamente de los escenarios. Falleció en 1850.